# 3β-Dihidroprogesteron
3β-Dihidroprogesteron (3β-DHP), takođe poznat kao 3β-hidroksiprogesteron ili pregn-4-en-3β-ol-20-on (4-pregnenolon), je endogeni steroid. On se može biosintetisati posredstvom 3β-hidroksisteroidne dehidrogenaze iz progesterona. Za razliku od 3α-dihidroprogesterona, 3β-DHP ne deluje kao pozitivni alosterni modulator GABAA, što je u saglasnosti sa činjenicom da drugi 3β-hidroksilisani progesteronski metaboliti, kao što su izopregnanolon i epipregnanolon, isto tako ne deluju kao potencijatori ovog receptora, i umesto toga ga inhibiraju ga i poništvaju efekte potencijatora kao što je alopregnanolon.